# Ange de Saint-Mont
Pour les articles homonymes, voir Saint-Mont (homonymie).
Ange de Saint-Mont est un auteur gascon né le 24 novembre 1970.
Il publie son premier roman en 1998.
Après des années de travail dans la grande édition (notamment comme directeur de collection), il prend la direction de la maison d’édition créée par la famille de Saint-Mont en 2001 : Éditions de Saint Mont.
Il est également le rédacteur en chef du Journal littéraire.